# Klosterkirche Fürstenfeld

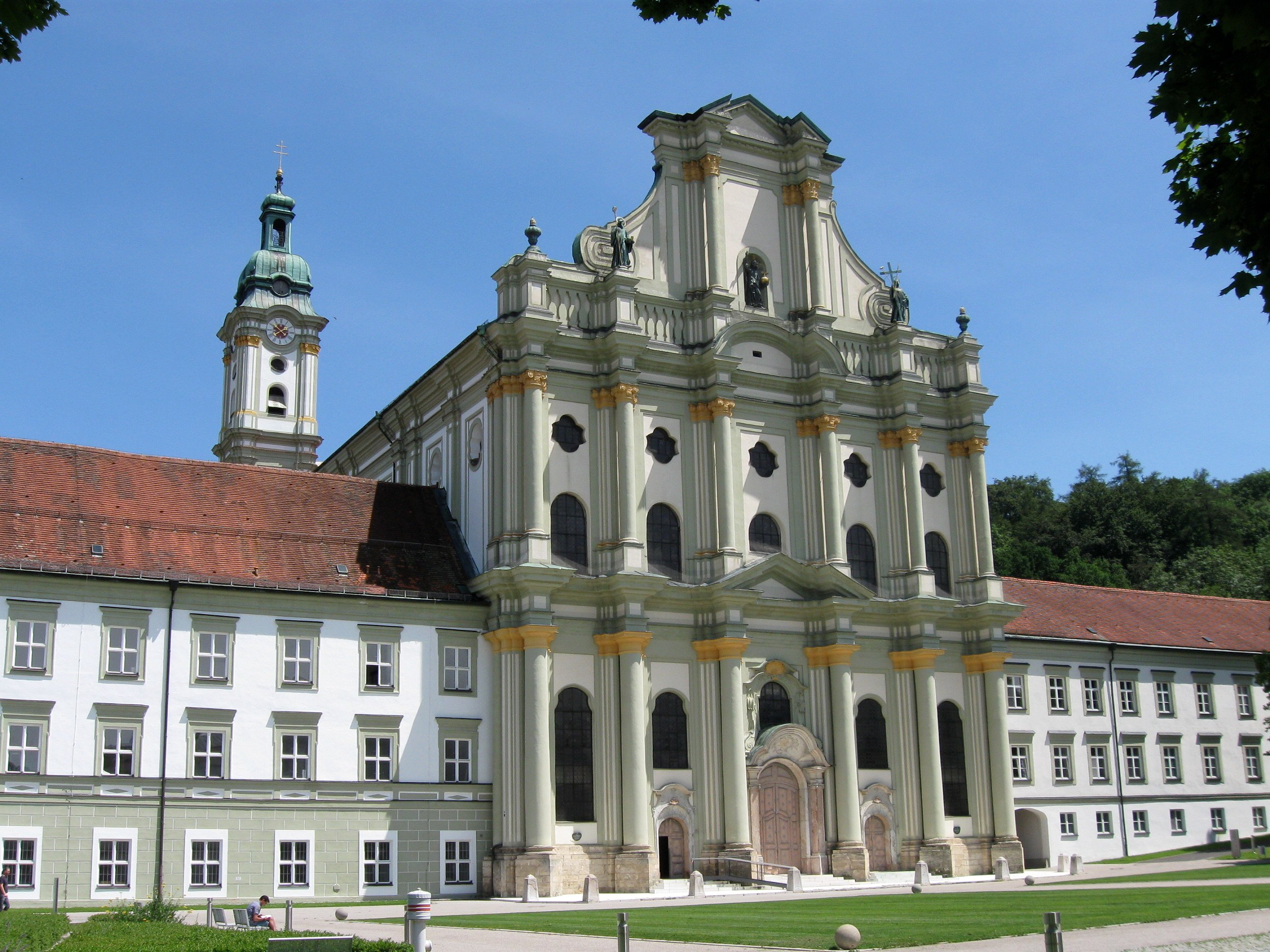
Klosterkirche St. Mariä Himmelfahrt

Die Klosterkirche St. Mariä Himmelfahrt des ehemaligen Zisterzienserklosters Fürstenfeld liegt in der Großen Kreisstadt Fürstenfeldbruck in Oberbayern. Sie wurde ab 1700 durch Kurfürst Max Emanuel von Bayern von Giovanni Antonio Viscardi erbaut und von den Brüdern Asam ausgestattet. Der katholische Sakralbau gehört zu den bedeutendsten Werken des süddeutschen Barock, weshalb die Anlage auch als „bayerischer Escorial“ bezeichnet wird. Nach der Säkularisation wurde St. Mariä Himmelfahrt zur königlichen Landhofkirche erhoben und dient seit 1953 als Pfarr- bzw. Nebenkirche.

## Geschichte

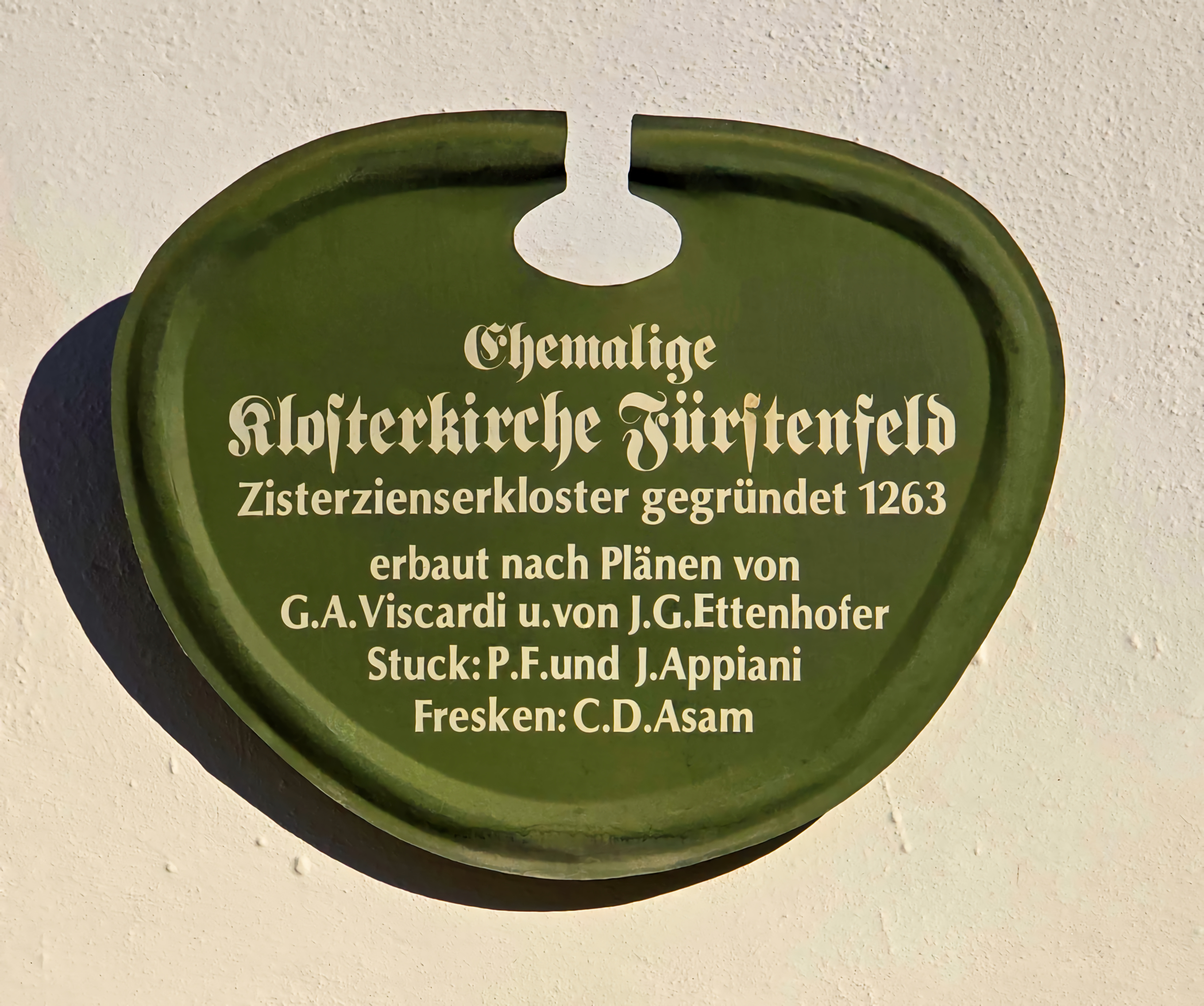
Offizielle Infotafel
zur ehem. Klosterkirche Fürstenfeld

Der barocke Neubau begann mit der Grundsteinlegung am 5. August 1700. Die ursprünglichen Pläne stammen vom Münchner Hofbaumeister Giovanni Antonio Viscardi, einem gebürtigen Graubündner. Bereits 1701 wurden die Bauarbeiten eingestellt und erst 1716 unter der Leitung von Johann Georg Ettenhofer weitergeführt. Der Chor war 1723 vollendet, die Weihe des Langhauses erfolgte 1741. 1747 war die Fassade fertiggestellt, 1745 der Turm. Die Innenausstattung zog sich bis 1766 hin.
Im Zuge der bayerischen Säkularisation 1802/03 wurde das Kloster Fürstenfeld aufgehoben. Durch die Umwidmung zur königlichen Landhofkirche (1816) konnte der drohende Abriss verhindert werden. 1923 pachtete die Benediktinerabtei Ettal das Kloster vom Wittelsbacher Ausgleichsfonds. Der Pachtvertrag bestand bis 1950, im folgenden Jahr verließen die Brüder Fürstenfeld. Seit 1953 diente das Gotteshaus als Pfarrkirche für den Westteil der Stadt Fürstenfeldbruck. Nach der Errichtung der modernen Pfarrkirche St. Bernhard (1964) gliederte man die ehemalige Klosterkirche an die Pfarrei St. Magdalena an. Der riesige Sakralraum dient also seit dieser Zeit faktisch nur als Nebenkirche für Trauungen und Gottesdienste. Von 1965 bis 1978 wurde die Kirche umfassend saniert und die Außenfassung dem Originalbefund angeglichen.

## Architektur

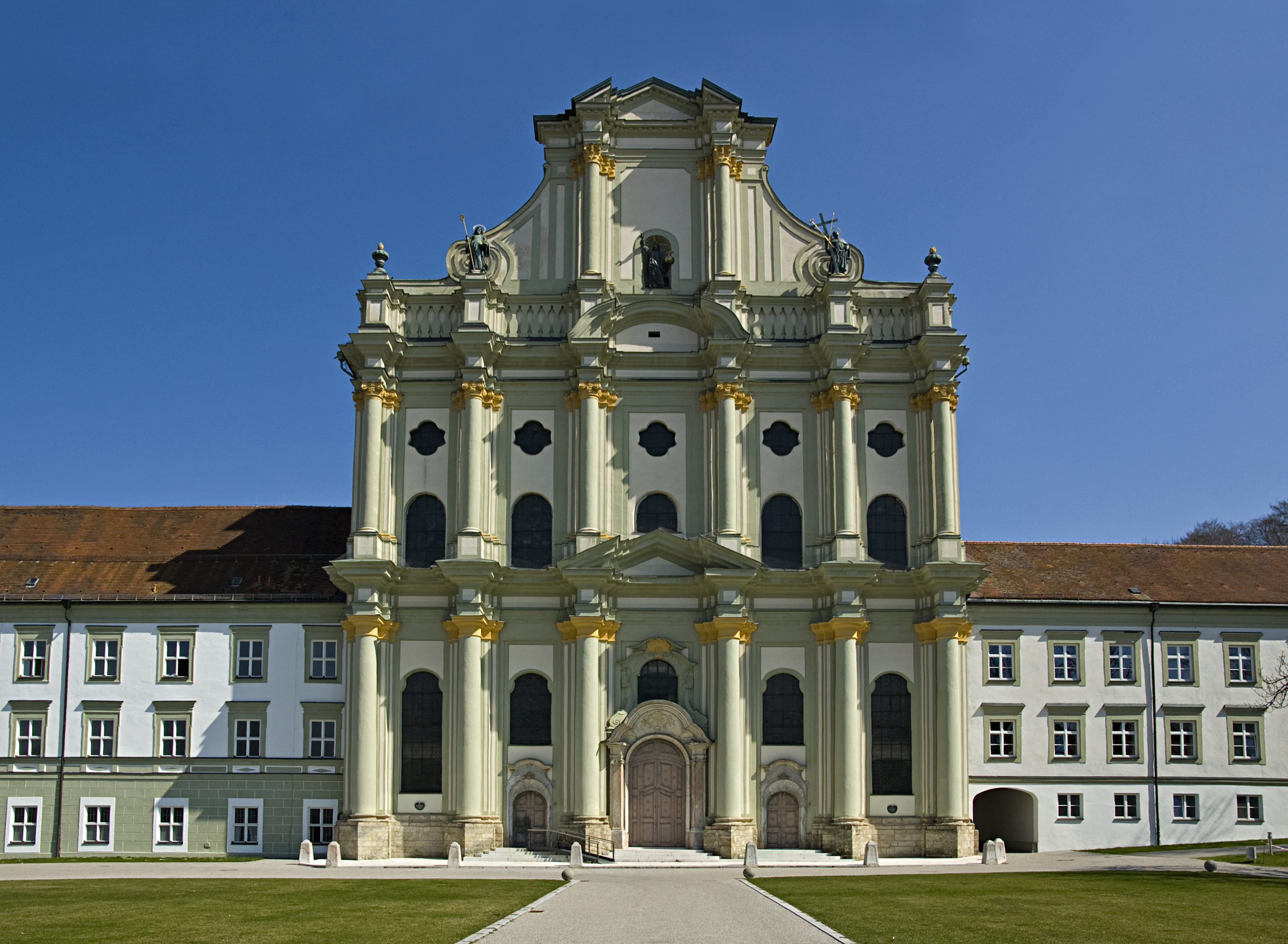
Außenansicht

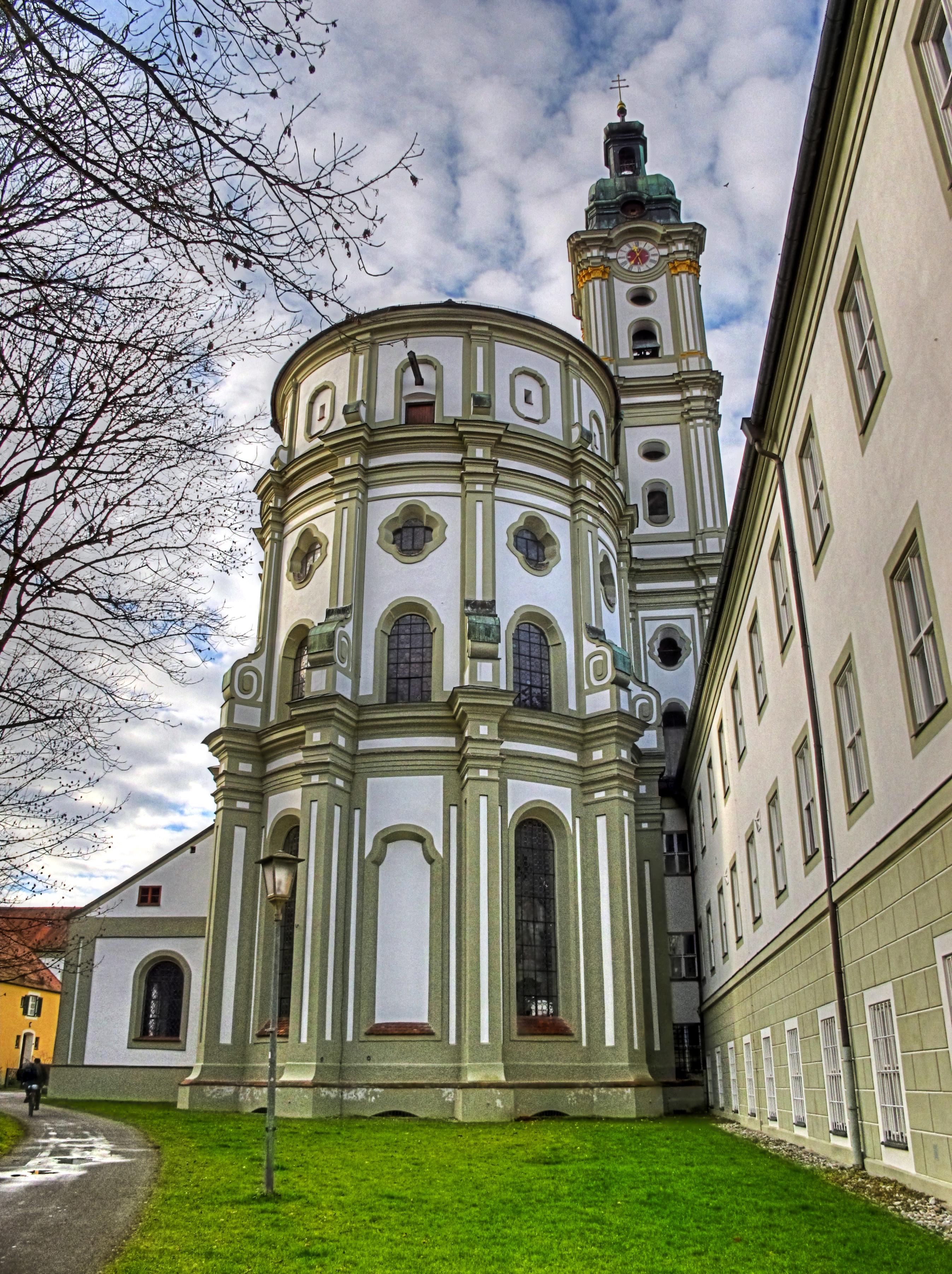
Chor und Turm von Osten

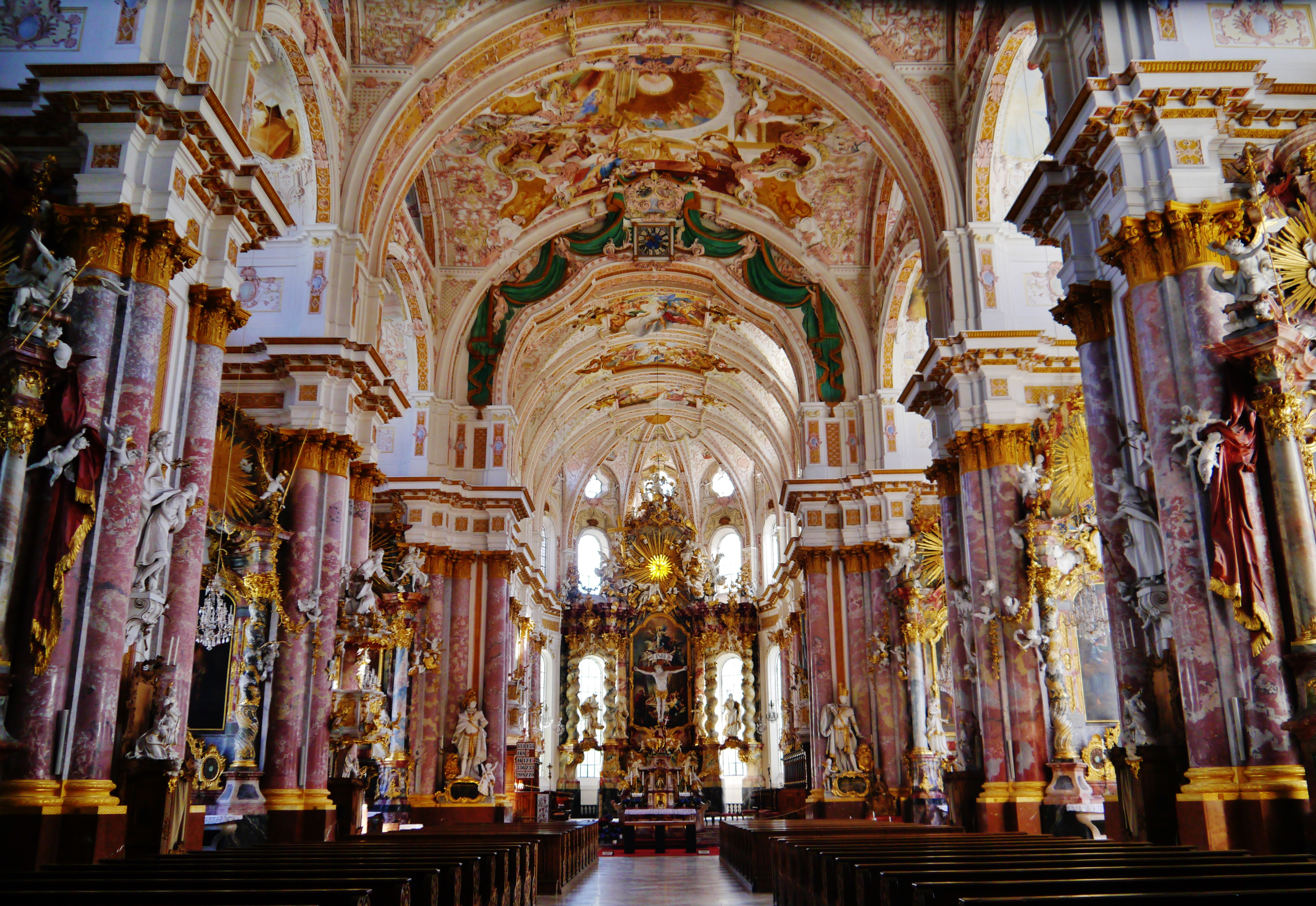
Innenansicht

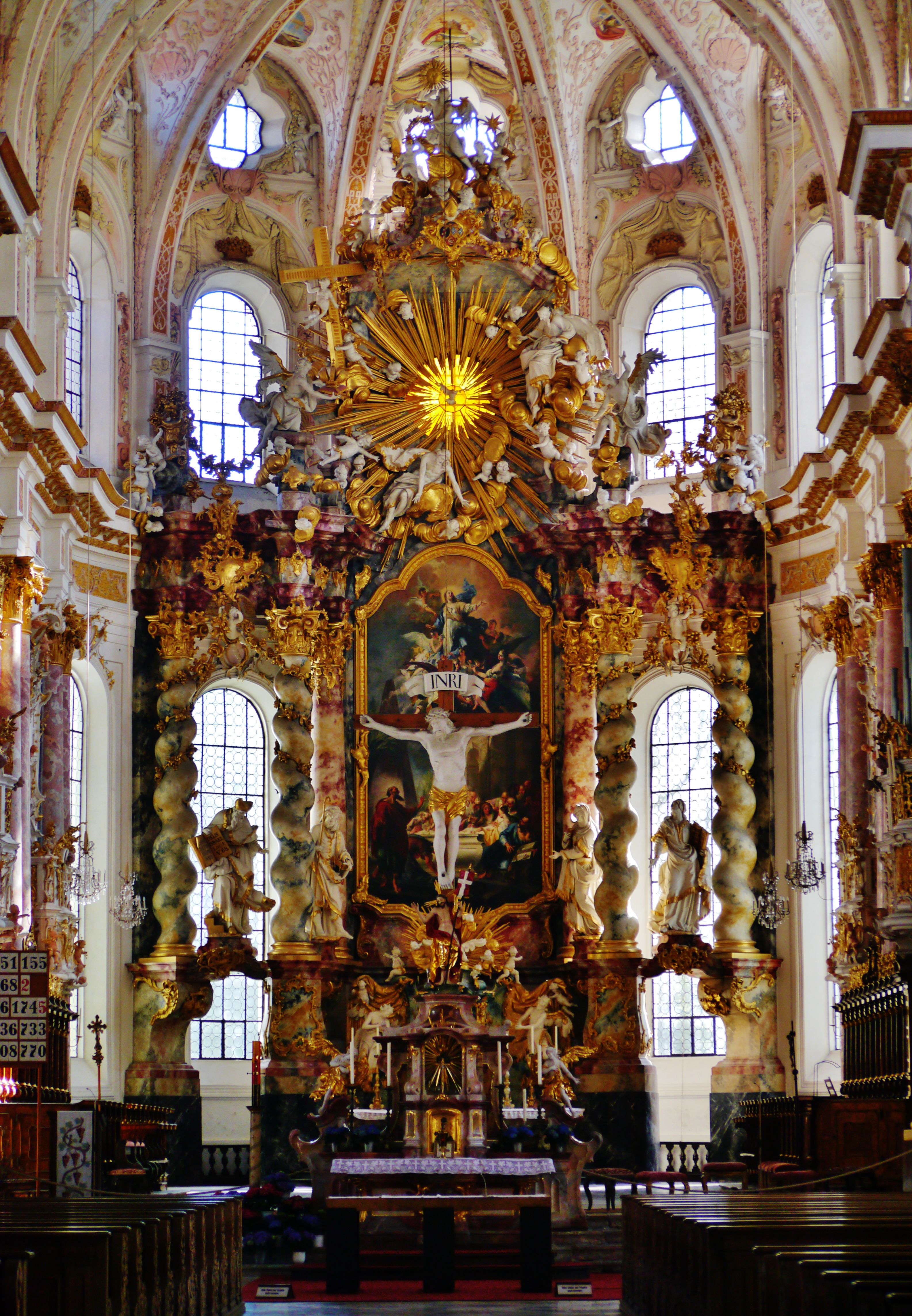
Hochaltar

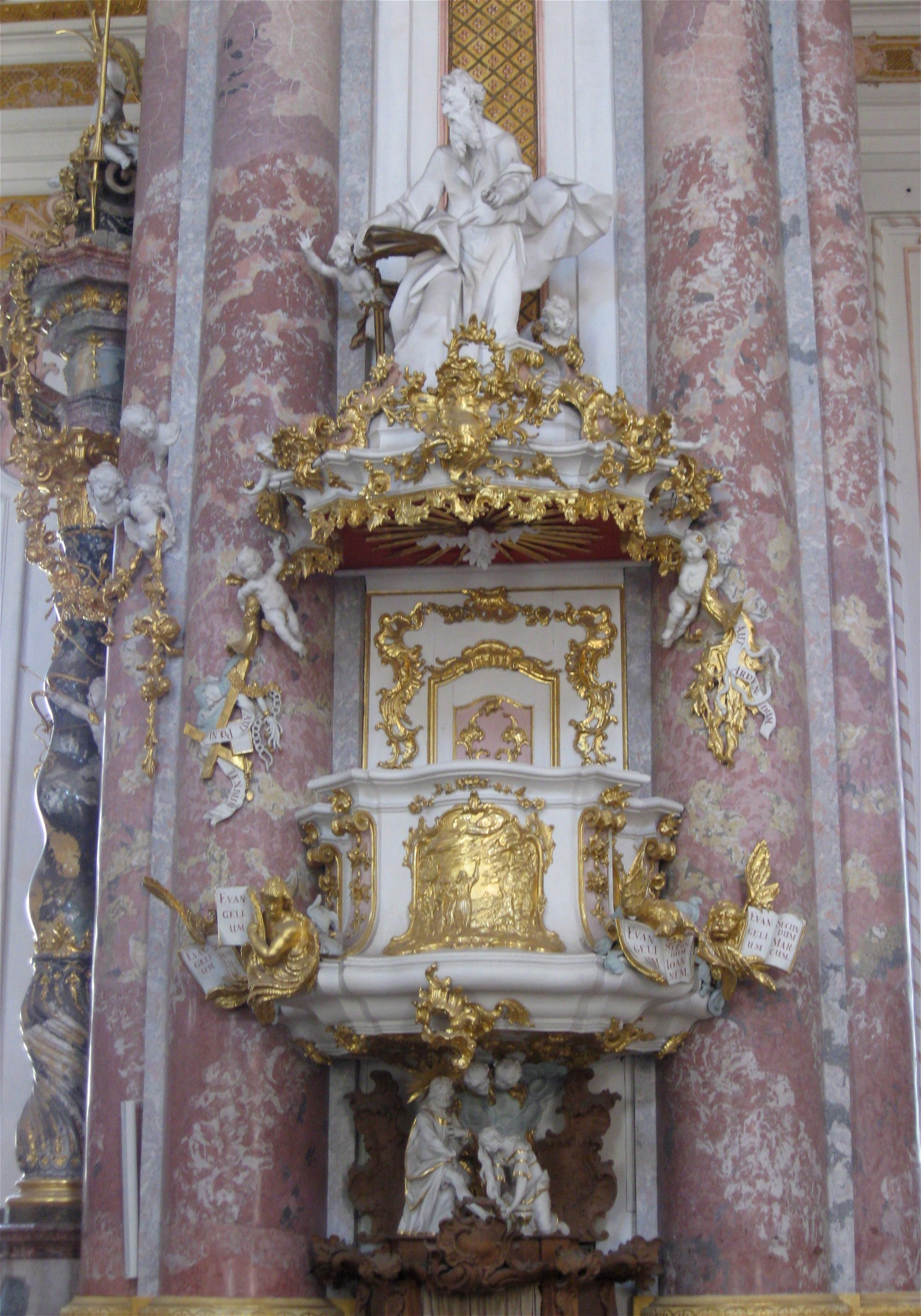
Kanzel

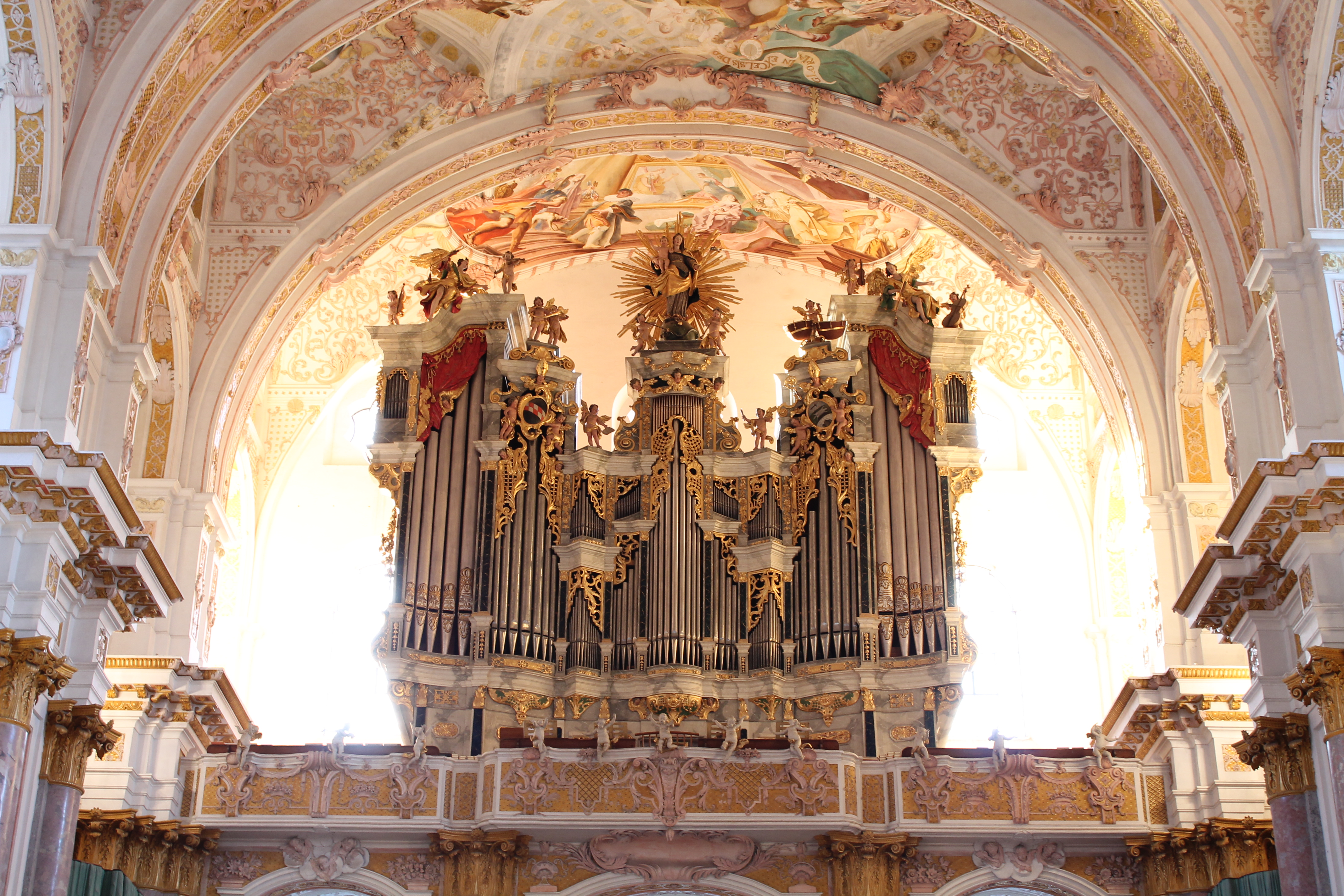
Orgel

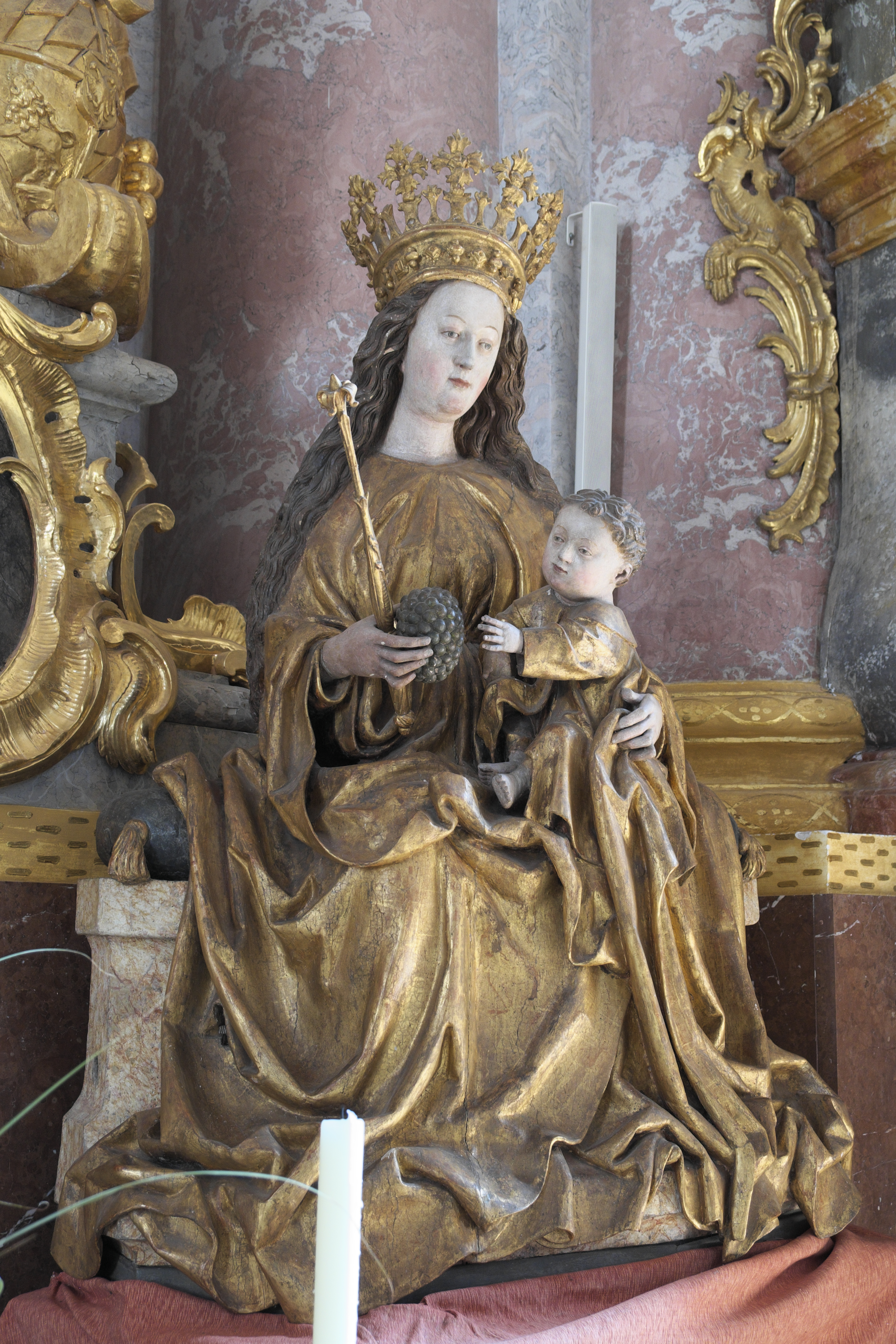
Traubenmadonna

### Äußeres
Die Kirche ist außen 87 Meter lang und 32 Meter breit. Die Firsthöhe beträgt 43,5 Meter, der Turm ist 70 Meter hoch und nördlich im Winkel zwischen Chor und Langhaus angelegt. Der lang gestreckte Chor springt stark ein, die halbrunde Apsis wird durch Strebepfeiler gegliedert.
An der fünfachsigen, dreigeschossigen Fassade sind drei Säulenordnungen übereinandergestellt: toskanische, ionische und korinthische Säulen. Die Säulen stehen vor doppelten Pilasterrücklagen. Das Gebälk ist reich verkröpft, die Fenster sind rahmenlos. Eine Blendbalustrade schließt das zweite Geschoss ab. Voluten vermitteln zwischen fünfachsigem zweitem Geschoss und einachsigem Giebel. Die Giebelnische birgt die Kupferstatue des Salvator Mundi. Seitlich stehen die Ordensheiligen Bernhard und Benedikt auf Postamenten. Eine Besonderheit Fürstenfeldbrucks sind die schräggestellten Sockel der Säulen.

### Innenraum
Der Grundriss zeigt ein fünfjochiges Langhaus und einen vierjochigen Chor. Die Jochfolge ist rhythmisiert: Die ersten beiden Langhausjoche sind gestaucht, das fünfte ist querhausartig geweitet, das erste Chorjoch wiederum gestaucht.
Den Innenraum gliedern riesige, mit jeweils vier Halbsäulen besetzte Wandpfeiler. Die Kapellen oder Abseiten zwischen den Pfeilern werden von Quertonnen überspannt und nehmen schmale Laufgänge auf. Zwischen Gebälk und Wölbung ist eine Attika eingeschoben. Attika und Gebälk umziehen den gesamten Innenraum. Tonnengewölbe, die durch Gurtbögen gegliedert werden, überspannen Langhaus und Chor. Über den Quertonnen der Abseiten sind hochliegende, niedrige Hochemporen eingezogen, die im Raumeindruck allerdings kaum mitsprechen. Ein Triumphbogen mit Vorhangmotiv leitet zum Chor, der über fünf Seiten eines Zehnecks schließt. Das westliche Langhausjoch nimmt Vorhalle und Orgelempore auf.
Grundriss und Raumgestalt des Wandpfeilerbaus verweisen auf St. Michael in München. Von dort stammen die verkürzten Eingangsjoche in Langhaus und Chor sowie die Attikazone. Das strenge Konzept der Spätrenaissance wurde jedoch in typisch barocker Manier prachtvoll umgedeutet und bereichert. Der Blick des von Westen eintretenden Gläubigen wird direkt zum Hochaltar geleitet, der Raum ist in der Art einer barocken Theaterkulisse in die Tiefe gestaffelt. Die hohen Kapellenräume öffnen den Raumeindruck ins Monumentale, die „italienische“ Grundstimmung ist offensichtlich.

## Ausstattung
Wandfeste Ausstattung
Die südlich-hochbarocke Architektur wird von einer ungewöhnlich prachtvollen Dekoration überzogen, die bereits die Leichtigkeit des Rokoko erkennen lässt. Die Stuckaturen im Chor schuf der aus Porto Ceresio stammende Pietro Francesco Appiani von 1718 bis 1723, das Langhaus gestaltete dessen jüngerer Bruder Jacopo Appiani von 1729 bis 1731. Die Dekoration besteht im Presbyterium aus Bandelwerk, Akanthus- und Blattranken, Muscheln, Putten und Blütenkörben. Im Langhaus bereicherte Jacopo Appiani die Stuckierung zusätzlich durch Gitterwerk, Vasen und Schabracken.
Die Malereien der Gewölbefelder sind Spätwerke Cosmas Damian Asams (Chor 1723, Langhaus 1731 vollendet) und zeigen eine komplizierte ikonographische Verbindung des Heilsgeschehens und der Vita des heiligen Bernhard. Von West nach Ost erkennt man den Traum der Mutter Bernhards, die Weihnachtsvision, die Bekehrung des Herzogs von Aquitanien, die Einkleidung des Ordenspatrons, über dem Kreuzaltar sind Visionen des Heiligen dargestellt. Im Chor wird die Geschichte des Klosters thematisiert. Nach der Vorbestimmung des Bauplatzes durch Engel und der Gründung folgen Maria als Schirmherrin des Ordens und musizierende Engel. Dieser Zyklus wird durch das Altarblatt des Hochaltares abgeschlossen, das die Himmelfahrt der Gottesmutter zeigt.
Altäre
Der Hochaltar, eine feingliedrige Säulenarchitektur, entstand von 1759 bis 1762 wahrscheinlich nach einem Entwurf Egid Quirin Asams. Ungewöhnlich ist die Einbeziehung der Chorfenster in den architektonischen Aufbau. Je zwei gewundene Säulen flankieren das Altarblatt (Mariä Himmelfahrt, von Johann Adam und Johann Nepomuk Schöpf). Der Auszug zeigt die Heilige Dreifaltigkeit in der Strahlenglorie. Die Statuen der Heiligen Zacharias und Joachim, Anna und Elisabeth werden Franz Xaver Schmädl zugeordnet.
Die Seitenaltäre in den Langhauskapellen sind den Heiligen Hyacinth, Sebastian, Benedikt, Florian, Josef, Johann Nepomuk, Petrus und Paulus (Doppelpatrozinium), Bernhard, Clemens sowie der Gottesmutter geweiht. Der Kreuzaltar zwischen Langhaus und Chor an den Chorstufen wurde 1978 rekonstruiert. Das Altarblatt des Stuckmarmoraltars Egid Quirin Asams (1746) zeigt den Abschied der Apostel Petrus und Paulus aus Rom. Die Altarblätter werden auch hier von marmorierten Säulen begleitet.
Kanzel
Die Kanzel am ersten linken Langhauspfeiler trägt über der schweren barocken Grundstruktur feine Rokokodekorationen, etwa die Symbole der vier Evangelisten. Auf dem Schalldeckel steht der predigende Apostel Paulus.
Glocken
Der Turm beherbergt ein vierstimmiges Bronzegeläute in Schlagtonfolge cis1 - e1 - fis1 - a1 
Orgel
(→ siehe Hauptartikel: Orgeln der Klosterkirche Fürstenfeld)
Die Orgel auf der Westempore ist das einzige nahezu vollständig erhaltene zweimanualige Werk aus der ersten Hälfte des 18. Jahrhunderts in Südbayern. Die Bildhauerarbeiten des Gehäuses schuf Johann Georg Greiff 1737, das Werk stammt vom Donauwörther Meister Johann Georg Fux (1736/37). Das Instrument hat Schleifladen und mechanische Spiel- und Registertrakturen und umfasst 27 Register mit 1505 klingenden Pfeifen. Einige der Register und Windladen wurden aus der etwa 100 Jahre älteren Orgel aus der gotischen Vorgängerkirche (Erbauer: vermutlich Hans Lechner aus München) übernommen. Dies ist auch der Grund, dass sämtliche Klaviaturen die sogenannte Kurze Oktave in der tiefsten Oktave haben. Das Instrument wurde zuletzt in den Jahren 1977 bis 1978 von der Firma Orgelbau Sandtner restauriert.
| I Hauptwerk CDEFGA–c3 |                |             |   |
| 1.                    | Violon         | 16′         | S |
| 2.                    | Principal      | 8′          | * |
| 3.                    | Fletten offen  | 8′          |   |
| 4.                    | Quintadena     | 8′          |   |
| 5.                    | Octave         | 4′          |   |
| 6.                    | Walt Fletten   | 4′          | S |
| 7.                    | Quint          | 3′          |   |
| 8.                    | Superoctav     | 2′          |   |
| 9.                    | Sesquialter II | 2′ + 1 3⁄5′ |   |
| 10.                   | Mixtur V       | 1 ⁄3′       |   |
| 11.                   | Cimpl III      | 1′          | S |

| II Oberwerk CDEFGA–c3 |               |            |   |
| 12.                   | Holzprincipal | 8′         | * |
| 13.                   | Viol di Gamba | 8′         | S |
| 14.                   | Salicat       | 8′         | S |
| 15.                   | Coppl         | 8′         | * |
| 16.                   | Octav         | 4′         | * |
| 17.                   | Spitzfletten  | 2′         |   |
| 18.                   | Hörndl II     | 1 ⁄3′+4⁄5′ |   |
| 19.                   | Cimpl III–II  | 1′         | * |

| Pedal CDEFGA–a0 |                |     |   |
| 20.             | Gross Portun   | 32′ |   |
| 21.             | Petalprincipal | 16′ | * |
| 22.             | Subpas         | 16′ | S |
| 23.             | Octavpas       | 8′  |   |
| 24.             | Quintpas       | 6′  |   |
| 25.             | Superoctavpas  | 4′  |   |
| 26.             | Petalmixtur VI | 4′  | * |
| 27.             | Trompas        | 16′ | M |

- Koppeln: Manualkoppel zum Pedal, Schiebekoppel I/II

Anmerkungen
* = Register stammen ganz oder teilweise aus dem Vorgängerinstrument von 1629.
M = 1850 neu von Max Maerz
S = Rekonstruktion von Sandtner (1978)
Sonstige Ausstattung
Den Chorbogen flankieren die überlebensgroßen Statuen der Stifter von Roman Anton Boos (1765/66). Links steht Herzog Ludwig der Strenge in seinem Harnisch, rechts sein Sohn Kaiser Ludwig der Bayer mit Krone und Reichsapfel. Beide Figuren sind weiß und goldfarbig gefasst.
Über dem schlichten Chorgestühl aus furniertem Nussbaumholz (von Friedrich Schwertfiehrer, um 1720/34) springen vier Oratorien (um 1760) aus, deren feine Stuckdekoration Thassilo Zöpf zugeschrieben wird. Ein Oratorium auf der Evangelienseite birgt seit 1948 die Chororgel von Josef Zeilhuber aus Altstädten. Die großen Ölbilder mit den Darstellungen der Kirchenväter malte J. N. Schöpf.
Zu Füßen des Kaisers ist ein Rest des Hochaltares der Vorgängerkirche aufgestellt. Die Traubenmadonna mit dem Kind gilt als ein Meisterwerk der spätgotischen Plastik Oberbayerns. Der Griff des Kindes nach der Traube wird als Symbol des späteren Leidens Christi interpretiert.
Die schmiedeeisernen Gitter unter der Westempore sind sehr dekorative Arbeiten des heimischen Kunstschmiedes Anton Oberögger (1780), die 1862 von der Münchner Firma Kraus-Maffei überarbeitet wurden.
Die Südsakristei
Die Süd- oder Sommersakristei neben dem Chor birgt in ihrem Vorraum einige Reste des spätgotischen Hochaltares der Vorgängerkirche. Zwei Lindenholzfiguren zeigen die hll. Benedikt und Bernhard, zwei Tafelgemälde die Aussendung des Heiligen Geistes (Pfingstwunder) und die Anbetung des Kindes. Beide Tafeln werden Meister Sigmund von Freising (um 1470/80) zugeschrieben.
Der Raum selbst wird von den phantasievollen Stuckaturen Jacopo Appianis geprägt (um 1730). An den Wänden hängen einige Gemälde aus dem ehemaligen Kloster, so ein Porträt Abt Gerard Führers und eine Darstellung der Enthauptung Marias von Brabant (19. Jahrhundert). Eine Besichtigung ist im Rahmen einer Führung möglich.